# Jimmy Lai

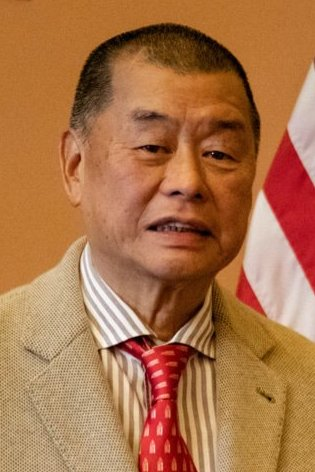
Jimmy Lai (2019)

Lai Chee-Ying (Chinees: 黎智英) (8 december 1947), ook wel bekend als Jimmy Lai, is een Hongkongse ondernemer. Hij richtte Giordano op, een Aziatische kledingretailer, Next Digital (voorheen Next Media), een in Hongkong genoteerd mediabedrijf, en de populaire krant Apple Daily. Hij levert een van de belangrijkste bijdragen aan het prodemocratisch kamp, vooral aan de Democratische Partij. Lai heeft sinds 1996 de Britse nationaliteit. Lai is ook een kunstverzamelaar.
Lai, een prominente criticus van de Chinese Communistische Partij, werd op 10 augustus 2020 door de politie van Hongkong gearresteerd op beschuldiging van 'schending van de nieuwe nationale veiligheidswet' van het gebied, een actie die tot brede kritiek leidde. In december 2020 moest hij voor het hof verschijnen en in april 2021 werd hij tot 12 maanden celstraf veroordeeld.
In december 2020 ontving Lai de 'Freedom of Press Award' van Verslaggevers Zonder Grenzen voor zijn rol bij het oprichten van Apple Daily, een nieuwsmedia onder Lai's prodemocratische leiderschap dat 'nog steeds openlijk het Chinese regime durft te bekritiseren en dat op grote schaal de protesten van vorig jaar voor democratie behandelde." 
Op 29 december 2020 nam Lai ontslag bij Next Digital als directeur en voorzitter van de raad van bestuur.
In december 2021 heeft een rechtbank in Hongkong Lai en zeven andere pro-democratische personen veroordeeld tot 14 maanden gevangenisstraf. De acht hebben deelgenomen aan een ongeoorloofde bijeenkomst op 4 juni 2020 om het bloedige optreden van de autoriteiten om het Tiananmenprotest neer te slaan te herdenken.
In december 2022 werd hij opnieuw veroordeeld tot een gevangenisstraf van 69 maanden voor fraude. Volgens de rechter heeft hij 
delen van zijn redactiegebouw onder illegale voorwaarden beschikbaar gesteld aan anderen. Hij kreeg ook een boete van HK$ 2 miljoen (omgerekend zo'n 243.000 euro). Er loopt nog een rechtszaak tegen hem, hij wordt verdacht van samenspanning met buitenlandse mogendheden. Deze vervolging is mogelijk doordat in 2020 een omstreden nationale veiligheidswet werd aangenomen. Wordt hij schuldig bevonden dan kan hij een levenslange gevangenisstraf krijgen.

## Erkenningen
- In juni 2022 kreeg Jimmy Lai de Gwen Ifill Press Freedom Award van het Committee to Protect Journalists.[5]
- In december van hetzelfde jaar kreeg hij en het personeel van de Apple Daily, de Golden Pen of Freedom Award van de World Association of News Publishers.[6] Zijn zoon, Sebastien Lai, nam de prijs in ontvangst voor zijn vader.
- In mei 2022 kreeg Lai een eredoctoraat van de Katholieke Universiteit van Amerika, voor zijn inzet en besluit om in Hongkong te blijven en op te komen door de democratie. Omdat hij gevangen zit, nam Sebastien Lie zijn plaats in.[7]